# Elena Montecchi Torti
Elena Montecchi Torti (Roma, 18 agosto 1814 – Roma, 29 febbraio 1868) è stata una poetessa e patriota italiana.

## Biografia
Terzogenita del funzionario pontificio Nicola Montecchi e di Rosa Colangeli, venne ammessa all'Accademia dell'Arcadia con il nome di Fillide Idalia e divenne poi socia dell'Accademia Tiberina. Tra le sue opere dai contenuti fortemente patriottici si ricorda il sonetto Alle donne italiane.
Partecipò alle cospirazioni condotte nell'Italia centrale dai gruppi progressisti e liberali, e nel 1841 fu interrogata dopo l'arresto del fratello minore Mattia, che tentò invano di scagionare. Dopo la proclamazione della Repubblica Romana fu in prima linea nella difesa contro le truppe francesi, e in molti rapporti riservati di polizia si fa riferimento al suo lavoro di assistenza ai feriti negli ospedali della città.
Morta nel 1868, fu sepolta nel Cimitero del Verano.